# XXIV Brygada Piechoty
XXIV Brygada Piechoty (XXIV BP) – brygada piechoty Wojska Polskiego II RP.
Brygada został sformowana w 1919, w składzie 12 Dywizji Piechoty.
W 1921 dowództwo XXIV BP zostało przeformowane w dowództwo piechoty dywizyjnej. 54 pułk piechoty Strzelców Kresowych podporządkowany został dowódcy 12 DP, natomiast 53 pułk piechoty Strzelców Kresowych podporządkowany został dowódcy 11 Dywizji Piechoty.

## Dowódcy brygady
- płk piech. Karol Paweł Butkiewicz
- gen. ppor. Mieczysław Linde[1]
- płk Marian Kukiel (VI–IX 1920)

## Skład
Przed wyprawą kijowską
- 54 pułk piechoty
- 51 pułk piechoty

też
- dowództwo XXIV Brygada Piechoty
- 53 pułk piechoty Strzelców Kresowych
- 54 pułk piechoty Strzelców Kresowych